# Callospermophilus saturatus
Callospermophilus saturatus är en däggdjursart som först beskrevs av Samuel N. Rhoads 1895.  Den ingår i familjen ekorrar. Inga underarter finns listade.

## Taxonomi
Det lades 2012 fram ett förslag om att arten skulle överföras till släktet Callospermophilus från Spermophilus (sislar), något som har accepterats av flera instanser.

## Beskrivning
Arten är en stor och kraftigt byggd siselliknande gnagare med en kroppslängd på 29 till 32 cm, och en kroppsvikt som varierar mellan 200 g när den just kommit ut ur vinterdvalan och 300 g när den ätit sig fet på hösten. Huvudet och skuldrorna har rödbrun päls med blekgula ringar kring ögonen. Resten av ovansidan är gråbrun med en vit strimma på varje sida, och undersidan är blekt rödgul. Till skillnad från jordekorrarna (släktet Tamias) fortsätter inte den vita sidostrimman upp på huvudet.

## Ekologi
En dagaktiv art som lever i bergsterräng, där den undviker områden med alltför fuktigt klimat. Den favoriserar alpängar, klippiga sluttningar och barrskog. Arten bygger ett enkelt, underjordiskt bo som används som skydd och nattlega under vår och sommar, och ide under vintersömnen. Honorna föder även upp ungarna i boet. Arten kan stanna kvar i boet under kalla och regniga dagar.
Callospermophilus saturatus sover vintersömn under större delen av året; de vuxna djuren går i ide i sitt existerande bo under mitten av augusti till slutet av september, hanarna senare än honorna, och kommer fram igen i slutet av april till mitten på maj, hanarna omkring 2 veckor tidigare än honorna. Ungarna kan vara aktiva ända till november eller tidigt i december, men kommer å andra sidan fram 1 till 2 veckor senare än de vuxna. Vintersömnen är en regelrätt dvala; ämnesomsättningen sjunker till 5 % av vad den var under sommaren.

### Fortplantning
Honorna blir könsmogna redan som årsungar, hanarna i regel först under andra levnadsåret. 
 Hanar och honor parar sig så fort de senare kommit fram ur vinterdvalan. Hanen lämnar honan efter parningen, och ungarna tas enbart omhand av honan. Efter 28 dagars dräktighet föder honan mellan 1 och 5 (vanligtvis 4) ungar. Dessa är mycket outvecklade vid födseln, och väger vanligtvis inte mer än 6 g. De utvecklas emellertid snabbt, och lämnar boet för första gången efter drygt en månad. De lämnar boet för gott i mitten av juli.

### Föda
Callospermophilus saturatus lever främst på gröna växtdelar och svamp. Den kan också ta bär, rötter, frön och tallkottar som ekorrar lämnat kvar på marken. Arten har dessutom konstaterats äta as som trafikdödade djur, även av den egna arten. I nationalparker vittjar den även gärna avskrädeshögar från mänskliga besökare. Födosöket sker framför allt på marken, även om den kan klättra upp i buskar och barrträd.

## Utbredning
Arten har ett mycket begränsat utbredningsområde i Kaskadbergen mellan British Columbia i Kanada och delstaten Washington i USA. Individtätheten är gles, men arten är vanlig.

## Status
IUCN kategoriserar arten globalt som livskraftig, populationen är stabil, och inga hot är registrerade.